# Wallenpaupack Lake Estates
Wallenpaupack Lake Estates es un lugar designado por el censo ubicado en el condado de Wayne en el estado estadounidense de Pensilvania. En el año 2010 tenía una población de 1.279 habitantes.

## Geografía
Wallenpaupack Lake Estates se encuentra ubicado en las coordenadas 41°23′49″N 75°16′22″O / 41.39694, -75.27278.. Según la Oficina del Censo de los Estados Unidos, Wallenpaupack Lake Estates tiene una superficie total de 2,11 mi² (5,5 km²), de la cual 1,72 mi² (4,5 km²) corresponden a tierra firme y 0,38 mi² (1 km²) es agua.